# Salomé Lelouch
Pour les articles homonymes, voir Lelouch.
Salomé Lelouch, née le 25 juin 1983 à Paris, est une dramaturge, comédienne, metteuse en scène et productrice de théâtre française.

## Biographie

### Enfance
Salomé Lelouch née en juin 1983 à Paris, elle est la fille de Claude Lelouch et Évelyne Bouix. Élevée par Pierre Arditi devenu le compagnon de sa mère,, elle apparaît pour la première fois au cinéma à peine âgée de douze jours dans un film de son père,  Viva la vie , où il la filme dans son berceau. De 1986 à 1993, actrice précoce,  elle n’apparaît que dans ses films, avant de servir d’autres metteurs en scène tels que Jean-Claude Sussfeld à partir de 1994.

### Formation
En 1998, à l’âge de quinze ans, bien qu'elle ait déjà tourné dans de nombreux films, elle suit durant un an les cours de Francine Walter au théâtre La Bruyère, Pierre Arditi souhaitant qu'elle apprenne les bases du métier d’actrice. De plus, n’aimant pas la voir rater les cours et considérant comme choquant qu’on l’envoie en avion pour une journée de tournage, il lui interdit d'arrêter l'école et l'oblige à passer son baccalauréat.

### Carrière
Après ses expériences devant la caméra, elle débute au théâtre en 1999 dans Les lunettes d’Elton John et apparaît encore dans quelques pièces, notamment en 2003 avec À chacun sa vérité (avec Niels Arestrup et Gérard Desarthe) et en 2004 avec Un baiser un vrai (avec Michel Duchaussoy), tout en continuant d’apparaître au cinéma et à la télévision. 
En 2003, ayant pratiquement abandonné la carrière d’actrice et épaulée par Arthur Jugnot, elle prend la direction du Ciné 13 Théâtre fermé depuis un an et qui appartient à son père. Elle se consacre désormais à la mise en scène, à l’écriture et à la production de spectacles vivants via une société nouvellement créée,.

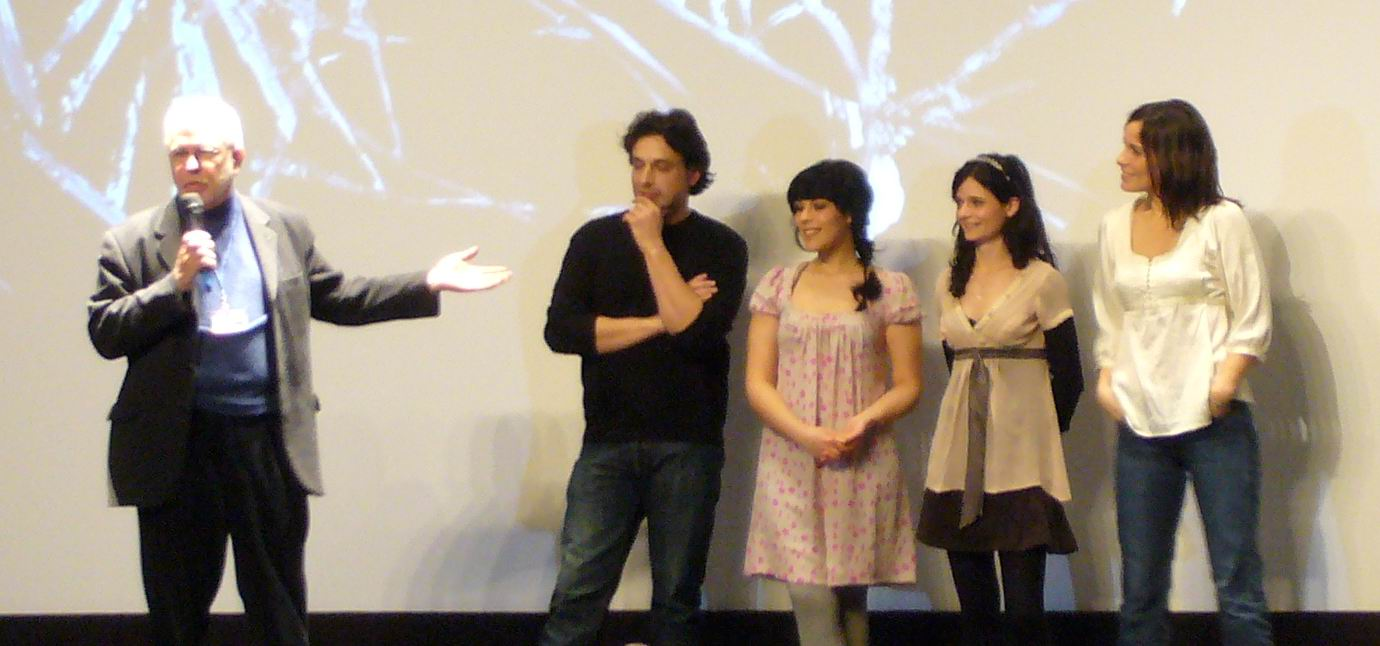
Jury du court-métrage du festival Fantastic'Arts 2007. De gauche à droite : Bob Swaim, Bruno Salomone, Alysson Paradis, Salomé Lelouch et Zoé Félix.

En 2007, elle fait partie du jury du festival Fantastic'Arts avec Bob Swaim, Bruno Salomone, Alysson Paradis et Zoé Félix.
En 2012, elle rejoint Michel Field en tant que chroniqueuse dans l'émission Au Field de la nuit, sur TF1.
En 2014, elle met en scène au théâtre La Bruyère à Paris Le mariage de M. Weissmann — que Bernard Pivot qualifie de pièce d'Anouilh, l'humour juif en plus —, d'après Interdit, le livre de Karine Tuil, récit burlesque de la crise identitaire d'un vieux juif.
En 2015, elle crée Matrioshka Productions avec Ludivine de Chastenet, et diffuse également des spectacles tels que L’Esprit de contradiction et Née sous Giscard de Camille Chamoux.
En 2016, elle participe à la rencontre du président François Hollande et des auteurs de la Société des auteurs, compositeurs et éditeurs de musique (SACD) à laquelle participaient notamment, préoccupés par différents sujets faisant leur actualité, les dramaturges Denise Chalem, Thomas Jolly, Eric Assous et Chloé Lambert, ainsi que les cinéastes Gérard Krawczyk et Costa-Gavras.

#### Politiquement correct
La même année, elle met en scène Politiquement Correct au théâtre de la Pépinière, une pièce de sa composition et obtient deux nominations aux Molières 2017, le Molière de l'auteur et le Molière de la comédienne dans un second rôle. Œuvre « dont le Front national est l'épicentre », mais également comédie sentimentale et politique dans laquelle une femme de gauche tombe amoureuse d'un homme d'extrême droite, elle aborde « des questions de fond à travers le prisme d’une histoire d’amour naissante entre deux êtres aux orientations politiques opposées ». 
Sur RFI, elle admet avoir pensé à Florian Philippot et Robert Ménard pour Alexandre, le personnage d'extrême droite, rendant la pièce d'actualité. Ouest-France estime qu’il n‘est « pas facile de faire rire sur un sujet aussi clivant, et si les répliques font parfois mouche, la gravité des enjeux l'emporte sur le rire », tandis que Télérama considère que c’est « un spectacle courageux » et que Paris Match constate que « la salle est suspendue ». Dans le Grand journal, sur Canal+, de Victor Robert, et sur BFMTV, elle se défend contre le double procès de diaboliser et faire le jeu du Front national.

#### Acquisition du Théâtre Lepic
En 2018, Salomé Lelouch rachète à son père le Ciné 13 Théâtre qu'elle dirige depuis 2003 et le rebaptise théâtre Lepic. Après quelques mois de travaux, celui-ci rouvre officiellement ses portes et accueille notamment de jeunes compagnies. 

#### Justice
En 2018, elle monte Justice au théâtre de l’Œuvre, une pièce de Samantha Markowic que celle-ci lui a lue en 2015, une semaine après les attentats de Charlie Hebdo, alors qu’apparaissent dans la presse les récits d’adolescents délinquants passés en comparution immédiate avant de se radicaliser en prison et de devenir terroristes : « J’ai voulu qu’apparaisse dans la pièce le problème de la radicalisation. On me l’a déconseillé, en me disant que je n’aurais pas assez de recul. Mais je me suis appuyée sur une brève lue dans Libé et sur la loi de 2016 qui renforce la lutte contre le terrorisme. »
La pièce se déroule dans un tribunal et évoque les conditions et la violence des comparutions immédiates dues au manque de moyens de la justice. Pour Paris Match, « Tout sonne juste : les plaintes autant que les verdicts, la colère, les rires aussi », tandis que le Bondy Blog apprécie que la pièce évoque « la justice la moins chère » où « condamner à la prison une personne toxicomane, cleptomane, ou encore une femme de 59 ans qui a frappé un policier après être sortie nue de chez elle, coûte finalement moins cher au contribuable que de chercher à les soigner. » Jouée avec six comédiens en alternance, dont Camille Cottin, Océan et Naidra Ayadi, la pièce obtient le Globe de Cristal de la meilleure actrice, attribué à cette dernière. 
Dans On n'est pas couché du 3 novembre 2018, Charles Consigny reproche à la pièce d'être caricaturale, grandiloquente et snob, tandis que Christine Angot constate que « la réalité de la justice, c’est quand même une classe sociale qui en juge une autre. Et ça, d'une manière assez simple, est montré. Ni plus ni moins. Et ce ni plus ni moins est pas mal, je trouve », avant d’attaquer Océan pour avoir écrit en 2016 dans Libération, deux ans auparavant, une tribune polémique sur l’extermination des Juifs d’Europe et son instrumentalisation par le projet sioniste depuis le monde colonisé ; intervention qualifiée par Laurent Ruquier de « comparution immédiate ».

#### Fallait pas le dire!
En septembre 2021, elle met en scène, avec Ludivine de Chastenet, Fallait pas le dire ! au théâtre de la Renaissance, avec Pierre Arditi et Évelyne Bouix. Elle déclare, sur RCJ, à Catherine Schwaab, défendre la liberté d'expression, qui permet de verbaliser la frustration, la mauvaise foi et l'esprit de contradiction, dit admirer le premier ministre israélien assassiné Yitzhak Rabin, le réalisateur dissident Amos Gitaï et avoir été fascinée par la parole des djihadistes, lors du Procès des attentats du 13 novembre 2015. Au sujet de la pièce, Pierre Arditi salue dans l'Obs le talent de sa belle-fille, excepté son orthographe, monstrueuse, rappelant qu'enfant, elle était l’Abdallah de Tintin au pays de l'or noir et que si elle avait pu faire sauter la maison, elle l’aurait fait.
En 2022, elle fait partie du jury du Prix de la Closerie des Lilas, présidé par Laure Adler et remis à Elena Piacentini pour Les Silences d’Ogliano, publié chez Actes Sud.

## Engagement
En 2019, elle signe la pétition « Sorcières de tous les pays, unissons-nous ! » lancée par Coralie Miller et Sandrine Rousseau. En 2021, elle apporte son soutien à cette dernière lors de la primaire présidentielle de l'écologie. La même année, elle signe la tribune du Parisien pour l'« accueil inconditionnel » des femmes afghanes et de leurs proches et en 2022, la tribune en faveur de la réélection d'Emmanuel Macron à l'élection présidentielle destinée à faire barrage à Marine Le Pen publiée par le même quotidien.

## Vie privée
Au milieu des années 2000, elle a pour compagnon l'acteur Arthur Jugnot,. En 2014, elle a une fille, Gabrielle, qu’elle révèle, dans une interview donnée à Catherine Schwaab en 2021, avoir eue avec un rédacteur du magazine Neon prénommé Julien.

## Personnalité
Lors d’une reprise de Politiquement correct en 2019, elle révèle à Frédéric Taddéi, sur Europe 1, sa passion pour la politique et que ce qui lui plaît le plus dans cette pièce, « c'est de mettre les gens et les personnages dans des situations cornéliennes et compliquées. Et de créer une histoire d’amour impossible ». Elle lui avoue également ses dettes de poker et son interdiction de casino. 
Proposant la même année un divertissement inédit mêlant la mécanique du théâtre immersif à celle de l’escape game, elle déclare sur CNews : « Je suis très joueuse et j’aime le théâtre. Vous assemblez les deux et je me sens dans mon élément ».

## Filmographie

### Cinéma

#### Figuration et caméo
- 1983 : Viva la vie !  de Claude Lelouch : le bébé
- 1986 : Un homme et une femme : Vingt ans déjà de Claude Lelouch : Une petite fille
- 1988 : Itinéraire d'un enfant gâté de Claude Lelouch : Une petite fille
- 1990 : Il y a des jours et des lunes de Claude Lelouch : La fille de Vincent Lindon
- 1992 : La Belle Histoire de Claude Lelouch : Salomé
- 1993 : Tout ça... pour ça ! de Claude Lelouch : Salomé Grandin
- 1994 : Quand j'avais cinq ans je m'ai tué de Jean-Claude Sussfeld : Jessica
- 1995 : Les Misérables de Claude Lelouch : La fille Ziman
- 1996 : Hommes, femmes, mode d'emploi de Claude Lelouch : Lola
- 2004 : Les Parisiens de Claude Lelouch : L'assistante du metteur en scène
- 2006 : Le Courage d'aimer de Claude Lelouch : L'assistante de Bénichou
- 2006 : Fracassés de Franck Llopis : Marie
- 2010 : Ces amours-là de Claude Lelouch : Salomé

### Télévision

#### Figuration

##### Téléfilms
- 2000 : Les Ritaliens de Philomène Esposito : Anna
- 2001 : L'Étrange Monsieur Joseph de Josée Dayan :  Thérèse Jonavici
- 2002 : Une Ferrari pour deux de Charlotte Brandström : Olivia
- 2008 : Drôle de Noël de Nicolas Picard-Dreyfuss : Sandrine

##### Série télévisée
- 2004 : Le Proc : Juliette

## Théâtre

### Actrice
- 1999 : Les Lunettes d'Elton John de David Hare, mise en scène Stéphan Meldegg, Théâtre Tristan Bernard
- 2001 : L'École des femmes de Molière, mise en scène Régis Santon, Théâtre Silvia Monfort et Suisse
- 2001 : L'Année du bac de José-André Lacour, mise en scène Peter Muller, Théâtre Mouffetard, Bobino
- 2003 : À chacun sa vérité de Luigi Pirandello, mise en scène Bernard Murat, Centre national de création d'Orléans, Théâtre Antoine
- 2004 : Un baiser, un vrai de Chris Chibnall, mise en scène Stephan Meldegg, Théâtre de l'Œuvre

### Mise en scène
- 2004 : Un amour de sorcière de Pierre-Antoine Durand, Ciné 13 Théâtre
- 2005 : La Forêt Magique de Pierre-Antoine Durand, Ciné 13 Théâtre et tournée
- 2006 : La Dame de chez Maxim de Georges Feydeau, Ciné 13 Théâtre
- 2006-2007 : Un amour de sorcière de Pierre-Antoine Durand, Théâtre de la Gaîté-Montparnasse, tournée (reprise)
- 2008 : L'Histoire des ours panda de Matéi Visniec, Ciné 13 Théâtre
- 2013 : La Dernière demi-heure de Julien Chavannes, Ciné 13 Théâtre
- 2014 : Le Mariage de Monsieur Weissmann, adaptation d'Interdit de Karine Tuil), Théâtre La Bruyère
- 2018 : Justice de Samantha Markowic, Théâtre de l'Œuvre, Paris
- 2022 : Snow Thérapie, adaptation de Snow Therapy de Ruben Östlund, théâtre du Rond-Point

### Texte
- 2011 : Aujourd'hui je suis mort (mise en scène : Ludivine de Chastenet)

#### Texte et mise en scène
- 2009 : Qu'est ce qu'on attend ? Ciné 13 Théâtre
- 2010 : La Réunion, Ciné 13 Théâtre
- 2011 : Ce jour-là, Théâtre du Chêne noir (Avignon)
- 2012 : Horizontal, Ciné 13 Théâtre
- 2016 : Politiquement correct, La Pépinière
- 2021 :  Fallait pas le dire, Théâtre de la Renaissance

## Édition

### Livre audio
- Muriel Barbery, L'Élégance du hérisson, Paris,  éd. Gallimard, coll. « Écoutez lire », 10 juin 2010 (ISBN 978-2-07-012772-6, BNF 42225194)Texte abrégé ; narratrices : Myriam Boyer et Salomé Lelouch ; support : 1 disque compact audio MP3 ; durée : 7 h environ ; référence éditeur : Gallimard A 12772.

## Distinction

### Nominations
- Gérard du cinéma 2006 : Plus mauvais acteur ou actrice « fils ou fille de » pour Le Courage d'aimer
- Molières 2017 : Molière de l'auteur francophone vivant pour Politiquement correct !
- Molières 2022 : Molière de l'auteur francophone vivant pour Fallait pas le dire !